# Motopark Raceway
Der Motopark Raceway ist eine Motorsport-Rennstrecke in Ostfinnland in der Gemeinde Pieksämäki. Er liegt etwa 10 km südöstlich des Dorfes Virtasalmi beim Weiler Eteläkylä am See Pohjois-Virmas.

## Geschichte

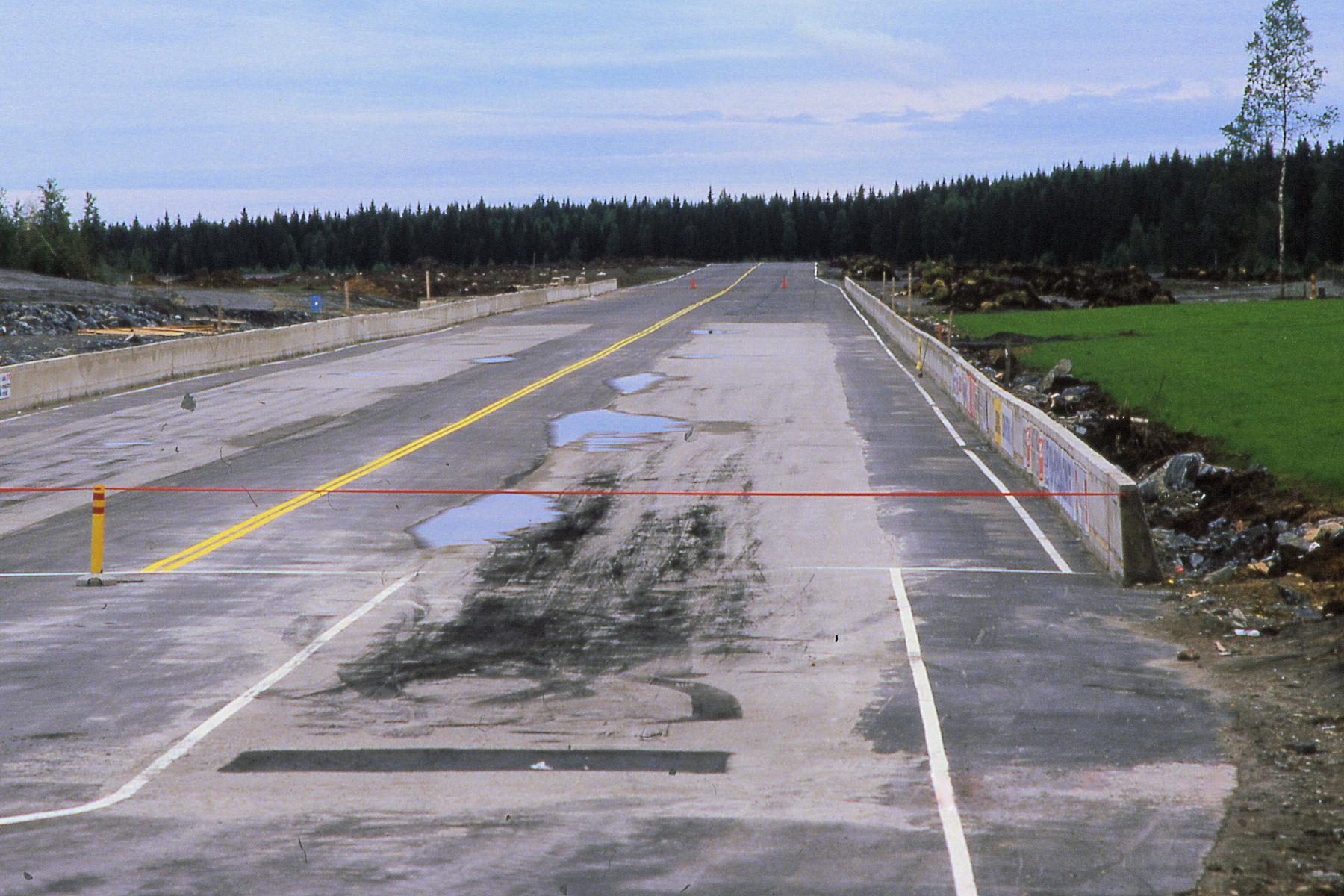
Drag Racing Strecke des Motopark Raceways

Die Anlage  wurde 1987 eröffnet und war das erste Motorsportstadion in Finnland, das nur für Drag Racing mit einer Distanz von einer Viertelmeile (402,34 m) gebaut wurde. Der Bau des Dragways ging auf eine Initiative der Finnish Hot Rod Association (FHRA) zurück.
Die Anlage wurde in den 1990er Jahren erweitert und erhielt einen asphaltierten Rundkurs mit einer Länge von 3516 Metern, zwölf Kurven und einem Höhenunterschied von 15 Metern. Ebenfalls wurde eine rund um den asphaltierten Kurs führende Rallycrossstrecke eingerichtet.

## Streckenbeschreibung
Über zwei Kurzanbindungen kann die gegen den Uhrzeigersinn zu befahrende Rundstrecke in drei unterschiedliche Varianten konfiguriert werden.

## Veranstaltungen
1999 fand das erste Superbikerennen auf dem neuen Rundkurs statt. Die drei Strecken werden hauptsächlich für nationale Motorsportwettbewerbe genutzt.
Die Rundstrecke ist regelmäßige Saisonstation der Hot Rod Serie der Legends Trophy Finland. Aktuell (Stand 2025) starten die beiden Motorradserien der "Suomen Road Race Ajajat"-Serie und die historischen Motorradrennen des SVKMK-Cups des Classic Circuit Racing Club Finland regelmäßig auf dem Kurs. Daneben starteten auch der Endurance Cup Finland, der Historic Cup Finland und der Finnische Porsche Sports Cup schon auf der Strecke. 2002 und 2003 fanden Läufe der finnischen Formel 3 Serie statt. Bereits 1997 gastierte der skandinavische F3-Cup.